# Кажимеж Функ
Кажѝмеж Функ или Казимир Функ (на полски: Kazimierz Funk; на английски: Casimir Funk) е полско-американски биохимик, който през 1912 г. открива витамините.

## Биография
Роден е на 23 февруари 1884 година във Варшава, тогава в пределите на Руската империя. Следва в Берлин, а след това в Швейцария, където през 1904 г. защитава докторат по органична химия в Университета в Берн. След дипломирането си работи първо в Институт „Пастьор“ в Париж в сътрудничество с Емил Фишер (1906), а по-късно в Берлин и в института „Листър“ в Лондон (1910), където провежда научни експерименти.
През 1915 г. се изселва в САЩ, където през 1920 получава гражданство. През 1923 г. се връща в Полша, където работи като директор на Държавния институт по хигиена. През 1927 г. напуска отново Полша и отива в Париж, където създава собствена институция за научни изследвания (Casa Biochemica). С избухването на Втората световна война се преселва за постоянно в САЩ.
Умира от рак на 19 ноември 1967 година в Олбани, щата Ню Йорк, на 83-годишна възраст.

## Научна дейност
През 1912 г. Функ въвежда името „витамини“, след като изолира от оризовите люспи съдържащо аминна група вещество (витамин В), което лекува болестта Бери-бери. Функ прави хипотезата, че витамините могат да лекуват и други заболявания.
През 1936 г. определя молекулната структура на тиамина и изолира за пръв път никотинова киселина (витамин B3). Провежда изследвания и върху диабета, язвата и биохимията на рака.